# Szaturnusz-díj a legjobb televíziós animációs filmnek vagy sorozatnak
A legjobb televíziós animációs filmnek vagy sorozatnak járó Szaturnusz-díjat évente adja át az Academy of Science Fiction, Fantasy & Horror Films szervezet, a 2017-es, 43. díjátadó óta.
A legtöbb, három jelölésből három győzelmet a Star Wars: Lázadók című sorozat szerezte.

## Győztesek és jelöltek

### 2010-es évek
| Év                       | Magyar cím                   | Eredeti cím                       |
| ------------------------ | ---------------------------- | --------------------------------- |
| 2016 (43. díjátadó)      | Star Wars: Lázadók           | Star Wars Rebels                  |
| 2016 (43. díjátadó)      | BoJack Horseman              | BoJack Horseman                   |
| 2016 (43. díjátadó)      | Family Guy                   | Family Guy                        |
| 2016 (43. díjátadó)      | A kis herceg                 | The Little Prince                 |
| 2016 (43. díjátadó)      | A Simpson család             | The Simpsons                      |
| 2016 (43. díjátadó)      | Trollhunters                 |                                   |
| 2016 (43. díjátadó)      | Tini titánok, harcra fel!    | Teen Titans Go                    |
| 2017 (44. díjátadó)      | Star Wars: Lázadók           | Star Wars Rebels                  |
| 2017 (44. díjátadó)      | Archer                       | Archer                            |
| 2017 (44. díjátadó)      | BoJack Horseman              | BoJack Horseman                   |
| 2017 (44. díjátadó)      | Derült égből fasírt          | Cloudy with a Chance of Meatballs |
| 2017 (44. díjátadó)      | Family Guy                   | Family Guy                        |
| 2017 (44. díjátadó)      | Rick és Morty                | Rick and Morty                    |
| 2017 (44. díjátadó)      | A Simpson család             | The Simpsons                      |
| 2018/2019 (45. díjátadó) | Star Wars: Ellenállás        | Star Wars Resistance              |
| 2018/2019 (45. díjátadó) | Archer                       | Archer                            |
| 2018/2019 (45. díjátadó) | Kacsamesék                   | DuckTales                         |
| 2018/2019 (45. díjátadó) | Family Guy                   | Family Guy                        |
| 2018/2019 (45. díjátadó) | A Simpson család             | The Simpsons                      |
| 2019/2020 (46. díjátadó) | Star Wars: A klónok háborúja | Star Wars: The Clone Wars         |
| 2019/2020 (46. díjátadó) | BoJack Horseman              | BoJack Horseman                   |
| 2019/2020 (46. díjátadó) | Rick és Morty                | Rick and Morty                    |
| 2019/2020 (46. díjátadó) | Family Guy                   | Family Guy                        |
| 2019/2020 (46. díjátadó) | A Simpson család             | The Simpsons                      |
| 2019/2020 (46. díjátadó) | Primal                       |                                   |

### 2020-as évek
| Év                       | Magyar cím                | Eredeti cím                     | Adó                |
| ------------------------ | ------------------------- | ------------------------------- | ------------------ |
| 2021/2022 (50. díjátadó) | Star Wars: A Rossz Osztag | Star Wars: The Bad Batch        | Disney+            |
| 2021/2022 (50. díjátadó) | Arcane                    | Arcane                          | Netflix            |
| 2021/2022 (50. díjátadó) |                           | Blade Runner: Black Lotus       | Adult Swim         |
| 2021/2022 (50. díjátadó) | A Fiúk ördögi oldala      | The Boys Presents: Diabolical   | Amazon Prime Video |
| 2021/2022 (50. díjátadó) | Legyőzhetetlen            | Invincible                      | Amazon Prime Video |
| 2021/2022 (50. díjátadó) |                           | Star Trek: Lower Decks          | Paramount+         |
| 2021/2022 (50. díjátadó) | Mi lenne, ha…?            | What if... ?                    | Disney+            |
| 2022/2023 (51. díjátadó) | Star Wars: A Rossz Osztag | Star Wars: The Bad Batch        | Disney+            |
| 2022/2023 (51. díjátadó) |                           | Chainsaw Man                    | Crunchyroll        |
| 2022/2023 (51. díjátadó) |                           | Gremlins: Secrets of the Mogwai | HBO Max            |
| 2022/2023 (51. díjátadó) | Pinokkió                  | Guillermo del Toro's Pinocchio  | Netflix            |
| 2022/2023 (51. díjátadó) | Harley Quinn              | Harley Quinn                    | HBO Max            |
| 2022/2023 (51. díjátadó) | Kalandjaim Supermannel    | My Adventures with Superman     | Adult Swim         |
| 2022/2023 (51. díjátadó) |                           | Star Trek: Lower Decks          | Paramount+         |
| 2023/2024 (52. díjátadó) | Star Wars: A Rossz Osztag | Star Wars: The Bad Batch        | Disney+            |
| 2023/2024 (52. díjátadó) | Batman: A köpenyes lovag  | Batman: Caped Crusader          | Prime Video        |
| 2023/2024 (52. díjátadó) |                           | Gremlins: The Wild Batch        | HBO Max            |
| 2023/2024 (52. díjátadó) |                           | Kaiju No. 8                     | Crunchyroll        |
| 2023/2024 (52. díjátadó) | X-Men ’97                 | X-Men '97                       | Disney+            |
| 2023/2024 (52. díjátadó) |                           | Star Trek: Lower Decks          | Paramount+         |

## Rekordok

### Többszörös győzelmek
három győzelem
- Star Wars: A Rossz Osztag

két győzelem
- Star Wars: Lázadók

### Többszörös jelölések
négy jelölés
- Family Guy
- A Simpson család

három jelölés
- BoJack Horseman
- Star Trek: Lower Decks
- Star Wars: A Rossz Osztag

két jelölés
- Archer
- Gremlins
- Rick és Morty
- Star Wars: Lázadók

## Fordítás
- Ez a szócikk részben vagy egészben  a   Saturn Award for Best Animated Series or Film on Television című angol Wikipédia-szócikk fordításán alapul.  Az eredeti cikk szerkesztőit annak laptörténete sorolja fel. Ez a jelzés csupán a megfogalmazás eredetét és a szerzői jogokat jelzi, nem szolgál a cikkben szereplő információk forrásmegjelöléseként.